# 黄坭镇
黄坭乡，是中华人民共和国四川省泸州市叙永县下辖的一个乡镇级行政单位。

## 行政区划
黄坭乡下辖以下地区：
黄坭村、金星村、春光村、芦稿村、安定村、高坎村、银方村、兴安村、三溪村、轿子村和福林村。